# 石申
石申（？—？），一作石申夫，公元前4世纪魏国人，战国天文学家、占星家，著有《天文》八卷。《史记·天官书》记载战国时期的著名天文学家云：“在齐，甘公；楚，唐昧；赵，尹皋；魏，石申。”《晋书·天文志上》则进一步说：“鲁有梓慎，晋有卜偃，郑有裨湛，宋有了韦，齐有甘德，楚有唐昧，赵有尹皋，魏有石申夫，皆掌著天文，各论图经。”《史记正义》引南朝梁阮孝绪的《七录》说，“石申，魏人，战国时作《天文》八卷也。”

## 成就及影响
西汉以后《天文》被尊为《石氏星经》，原著已失传，《史记·天官书》、《汉书·天文志》中引有此書有关五星运动、交食、恒星等方面的一些片断，并且在唐代天文学家瞿昙悉达编撰的《大唐开元占经》中有大量节录。石申在天文学方面的最大贡献，是他与甘德所测定并精密记录下的黄道附近恒星位置及其与北极的距离，石申还发现了日食、月食是天体相互掩盖的现象。《开元占经》中保存下来的石申著作的部分内容中，最重要的是标注为“石氏曰”的121颗恒星的坐标位置，是世界上第二早的星表，僅次於巴比倫星表，比希腊天文学家伊巴谷测编的欧洲第一个恒星表大约早一百多年。现代天文学家根据对不同时代天象的计算来验证，根据这些坐标考虑岁差的影响加以推算，证明大部分坐标值确系战国时期所测。
今天可以通过《汉书·天文志》所引述石申著作的片断来窥见他在天文学和占星术上的研究“岁星赢而东南，《石氏》‘见彗星’，……赢东北，《石氏》‘见觉星’；……缩西市，《石氏》‘见檀云，如牛’；……缩西北，《石氏》‘见枪云即天枪，彗星的一种，形状为两端尖锐，如马’。……《石氏》‘枪、檀、棓、彗异状，其殃一也，‘必有破国乱君，伏死其辜，余殃不尽，为旱、凶、饥、暴疾’。”
石申和甘德各自在其本国进行天文观测，并各有著作刊行于世，石申的著作名为《天文》，甘德的著作名为《天文星占》，都是八卷。石申与甘德的成就在战国秦汉时影响很大，逐渐形成并列的两大学派，石氏学派和甘氏学派。

## 关于《甘石星经》
三国时吴太史令陈卓总合石氏(石申)、甘氏(甘德)和殷商天文学家巫咸三家星图，整理出了一份标准的恒星表，并绘制了一套标准星图，并以各种形式流传下来，其中以敦煌莫高窟发现的档号为P2512的一卷唐初写本中的三家星经最为著名。陈卓整合三家星官之后，出现了综合三家星宫的占星著作，其中有一部重要著作称为《星经》，又称为《通占大象历星经》，曾收入《道藏》，在宋代称《甘石星经》。
史籍记载《甘石星经》是石申所著《天文》（《石氏星经》）与甘德所著《天文星占》两部著作的合集，但书中还包括殷商巫咸这一家的星官，另外有观点认为今本《甘石星经》杂有唐代的地名而不能看作是石申与甘德的原著。后世许多天文学家在测量日、月、行星的位置和运动时都要用到《甘石星经》中的数据，因此，《甘石星经》世界天文学史上占有重要地位。

## 月球环形山“石申山”
由于石申对天文学研究作出的杰出贡献，国际月面地名命名委员会把月球背面的一座环形山命名为石申环形山 76°00′N 104°06′E / 76°N 104.1°E，石申山位于月球背面西北隅，离北极不远，面积350平方公里。